# Acuité sensorielle
Cet article court présente un sujet plus développé dans : Acuité visuelle et Acuité auditive.
L’acuité sensorielle est le pouvoir de discrimination dans la perception d’un organe sensoriel.
On peut distinguer plusieurs acuités sensorielles :
- acuité visuelle, soit la capacité à discerner un petit objet situé au loin ;
- acuité auditive, soit le champ des fréquences perceptibles par l'oreille humaine.